# De Reditu (Il ritorno)
Pour plus de détails, voir Fiche technique et Distribution.
De Reditu (Il ritorno) (littéralement : Le retour) est un film italien réalisé par Claudio Bondì, sorti en 2004.
Ce long métrage s'inspire librement d'un poème intitulé De Reditu suo, rédigé vers 418 par l'homme politique romain Claudius Rutilius Namatianus.
Le tournage, qui débuta en septembre 2002, se déroula dans le sud de l'Italie, à Crotone (Calabre), et dura environ trois mois.

## Synopsis
Italie, début du Ve siècle. Alors que l'Empire romain d'Occident a été envahi par les Barbares,  Claudius Rutilius Namatianus, un riche patricien païen, décide de retourner dans le sud de la Gaule pour constater les destructions commises par les Barbares dans sa région natale et sa propriété. Claudius Rutilius décide de s'y rendre par la mer. Le film est une libre adaptation cinématographique de ce voyage, raconté en vers par l'homme politique et poète romain.

## Fiche technique
- Titre original : De Reditu (Il ritorno)
- Réalisation : Claudio Bondì
- Scénario : Alessandro Ricci, Claudio Bondì
- Histoire : D'après un poème de Claudius Rutilius Namatianus
- Scénographie : Marina Pinzuti (it)
- Costumes : Stefania Svizzeretto
- Directeur de la photographie : Marco Onorato (it)
- Montage : Roberto Schiavone
- Musique : Lamberto Macchi
- Budget : 2 500 000 € (estimation)[2]
- Producteur : Alessandro Verdecchi pour Misami Film
- Société de distribution : Orango Film Distribuzione (Italie)
- Pays d'origine :  Italie
- Année : 2003
- Langue : italien
- Genre : historique
- Format : couleur — son Mono
- Durée : 100 minutes
- Date de sortie :
  -  Italie : 13 février 2004
- Autres titres connus :
  -  Italie : Il ritorno
  -  États-Unis : The Voyage Home (titre international)

## Distribution
- Elia Schilton (it) : Claudio Rutilio Namaziano (Claudius Rutilius Namatianus)
- Rodolfo Corsato (it) : Minervio (Minerve)
- Romuald Andrzej Klos (it) : Socrate
- Roberto Herlitzka : Protadio (Protadius)
- Roberto Accornero : Vittorino (Victorien, Victori(a)nus)
- Marco Beretta : Rufio (Rufius)
- Caterina Deregibus (it) : Sabina (Sabine)
- Xhilda Lapardhaja (it) : la prêtresse
- Paolo Lorimer : Sereno (Serenus)
- Giuliano Oppes : Veriniano (Verinien, Verinianus)
- Emanuela Pacotto
- Alessandro Pess : Massimiano (Maximien)
- Pier Francesco Poggi : Lupo (Lupus)
- Alessandro Sestieri : Palladio (Palladius)
- Claudio Spadaro : le préfet
- Giovanni Visentin : Albino (Albinus)
- Adriano Wajskol : Lampadio (Lampadius)